# Kukowo (województwo pomorskie)
Kukowo (kaszb. Kùkòwò, niem. Kuckow) – osada w Polsce położona w województwie pomorskim, w powiecie słupskim, w gminie Redzikowo.
W latach 1975–1998 miejscowość administracyjnie należała do województwa słupskiego.

## Nazwa
Nazwa, wzmiankowana po raz pierwszy w 1350, ma genezę słowiańską i charakter dzierżawczy. Powstała przez dodanie do nazwy osobowej Kuk formantu -owo. Friedrich Lorentz odnotował formę nazwy w lokalnych gwarach słowińskich: Kʉ̇̂kɵvɵ wraz z nazwami mieszkańców – zarówno z pominiętym formantem -ɵv-: Kʉ̇̂čȯu̯n, Kʉ̇̂čȯu̯nkă „kukowianin, kukowianka”, jak i w postaci pełnej: Kʉ̇̂kɵvjȯu̯n, Kʉ̇̂kɵvjȯu̯nkă „ts.”. Niemiecka nazwa Kuckow jest adaptacją fonetyczną pierwotnej nazwy słowiańskiej.
Rada Języka Kaszubskiego proponuje kaszubską formę nazwy Kùkòwò.

## Zabytki
We wsi znajduje się pałac z 1889, zbudowany dla von Bandemerów, wraz z pozostałościami parku oraz zabudowania folwarku z końca XIX wieku.